# Salt and Ice Challenge

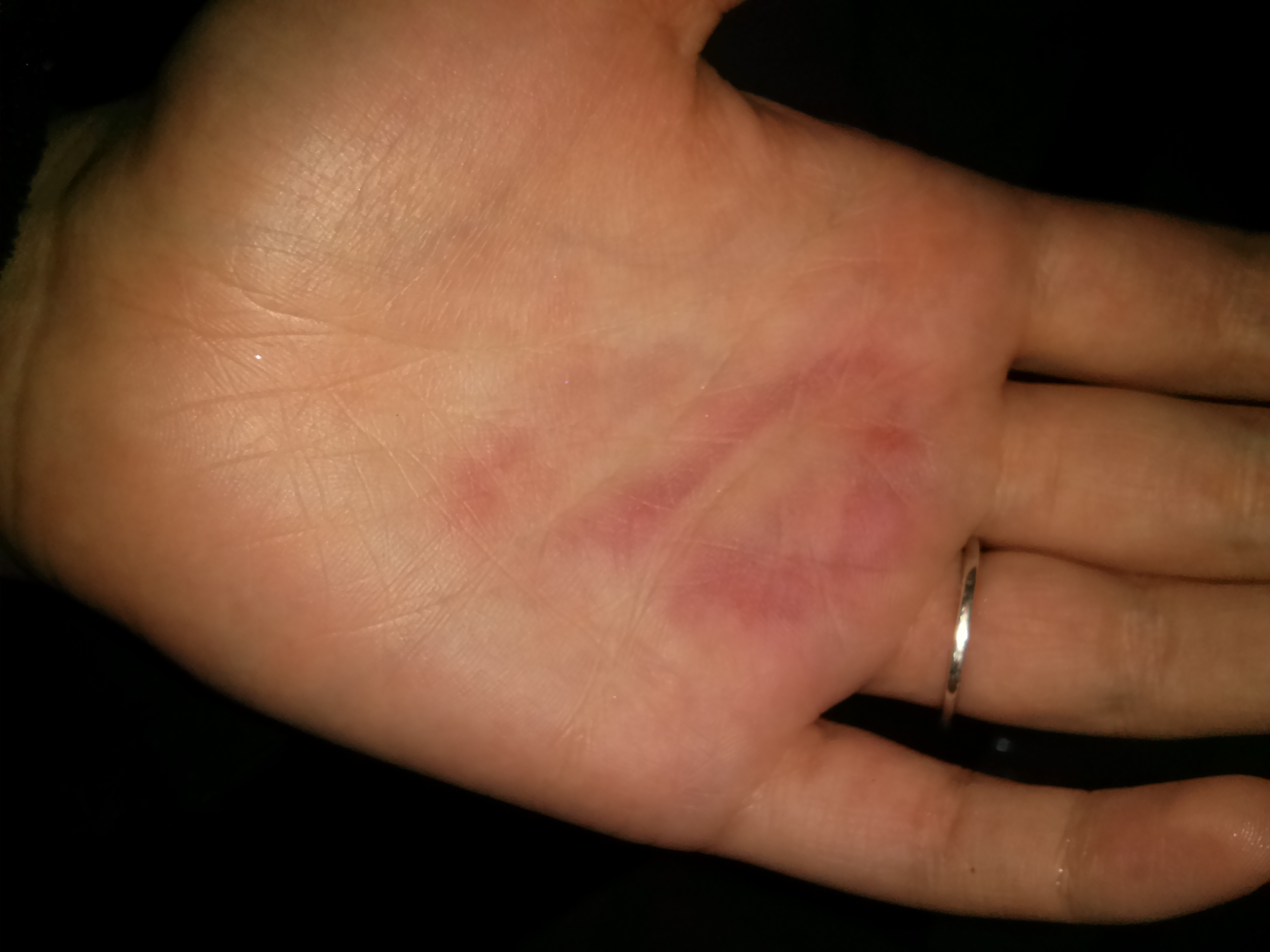
Eine Hand 3 Tage nach 10 Minuten „Salt and Ice Challenge“

Die Salt and Ice Challenge (deutsch: „Salz und Eis“-Herausforderung, kurz: Salz-Eis-Challenge) ist ein Internetphänomen, bei dem Teilnehmer sich zunächst Salz auf die bloße Haut streuen (häufig auf den Unterarm), darauf dann Eis legen (meist in Form von Eiswürfeln). Dabei entsteht ein Gefühl von Verbrennungen; die Teilnehmer wetteifern darum, wer am längsten durchhält. Aufnahmen der Aktionen werden in den sozialen Medien verbreitet.
Bei dem Zusammenwirken von Salz und Eis auf dem Körper entstehen Kälteverbrennungen, in Extremfällen kann es zu bleibenden Gewebeschäden kommen. Kältemischungen von Salzen in Wasser können Temperaturen bis zu −16 °C erreichen.